# Елизабет Хюит
Елизабет Хюит (на английски: Elizabeth Hewitt) е американска литераторка, преподавателка в Университета на Охайо и писателка на произведения в жанра любовен роман.

## Биография и творчество
Елизабет Хюит е родена през 1965 г. в Принстън, Ню Джърси, САЩ. Получава през 1988 г. бакалавърска степен от Амърст Колидж. През 1991 г. получава магистърска степен, а през 1995 г. и докторска степен от Университет „Джонс Хопкинс“. В периода 1995-1996 г. е асистент в Колеж „Хамилтън“, в периода1996-1999 г. е асистент в Колеж „Гринел“, в периода 1999-2005 г. е асистент в Университета на Охайо в Кълъмбъс, от 2005 г. е доцент и преподавател по ранна американска и американска и афроамериканска литература и поезия от 19 век. Води и различни курсове свързани с литературата.
В периода 1980-1995 г. е автор на 14 любовни романа.
Елизабет Хюит живее със семейството си в Кълъмбъс.

## Произведения

### Самостоятелни романи
- Broken Vows (1980)
- A Sporting Proposition (1983)
- Captain Black (1984)
- Marriage By Consent (1985)
- The Worth Inheritance (1986)
- An Innocent Deception (1987)
- A Lasting Attachment (1988)
- A Private Understanding (1990)
- Airs and Graces (1990)
- Lady China (1991)
- The Fortune Hunter (1992)
- False of Heart (1992)
- True Colors (1993)
- Diamond in Disguise (1995)
Изабел, изд.: ИК „Хермес“, Пловдив (1995), прев. Пенка Стефанова, Илия Годев

### Документалистика
- Correspondence and American literature, 1770–1865 (2004)
- Edgar Allan Poe: Selected Poetry, Tales, and Essays, Authoritative Texts with Essays on Three Critical Controversies (2013) – с Джаред Гарднър